# 波缘窄尾𫚉
波缘窄尾魟（学名：Himantura undulata）是魟科窄尾魟属的一种大型软骨鱼，分布于马来群岛至印度的热带海域。波缘窄尾魟最大可长至1.3米宽，体型大致为四角尖锐的菱形。其尾长如鞭，无褶皱。成年个体的背部遍布黄色边缘的暗棕色斑点，而幼年个体。幼年波缘窄尾魟的斑纹比成鱼更大，彼此间隔也更远。其背部中间有珍珠状的鱼鳞和棘刺若干。由于波缘窄尾魟受渔业影响严重，IUCN将该种鱼判为濒危。

## 物种命名
荷兰鱼类学家彼得·布莱克尔于1850年在一份爪哇鱼类清单中首次提及波缘窄尾魟，彼时他使用Trygon undulata这一学名 。两年后，他在《皇家巴达维亚艺术与科学协会备忘录》一刊中正式描述该鱼。其正模共有三具，产自雅加达和三宝垄附近海域。后世的鱼类学家将该鱼拆至新的窄尾魟属，学名也因此变为今日的Himantura undulata。

## 种间关系
波缘窄尾魟与同属的豹纹𫚉和獅色窄尾魟是亲缘种。三者大小、颜色和形态均相仿，因此常有混淆。如波缘窄尾魟常被误认为豹纹魟，后者亦常被标注成可能是波缘窄尾魟异名的H.fava。此三种魟鱼与同属的齐氏𫚉等五种魟鱼同属一个复合种。

## 外貌描述

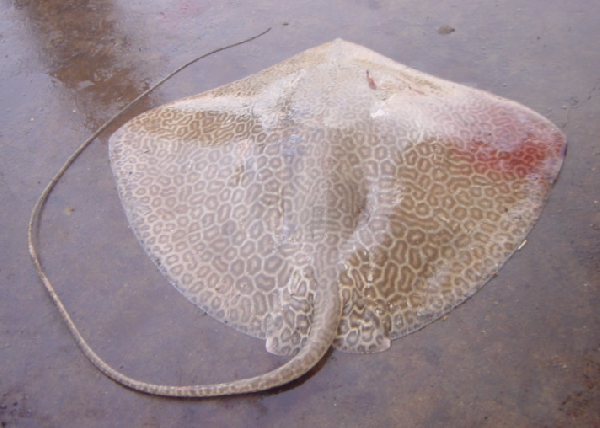
成年波缘窄尾魟背部有蜂窝状的大黑斑

波缘窄尾魟身体呈菱形，胸鳍较薄，宽略大于长，边缘宽而圆，前缘呈弧形，吻部尖锐。其眼远小于后方的喷水孔。其鼻孔长而窄，前方有一片裙形的皮皱。波缘窄尾魟的嘴为弓形，两侧嘴角各有一道皱纹，口腔内有一对乳头状凸起。其牙齿小，有一纵贯齿冠的隆起。该鱼腹鳍较小，大致呈三角形。。波缘窄尾魟尾部细长如鞭，长度约为体长两倍，上下均无褶皱。其毒刺位于尾巴上半部，靠近尾根。毒刺之后的尾部有黑色与黄色交替的斑纹图案。成鱼鳞片小而扁，几乎遍布整个背部。其背部正中的鳞片大而圆，呈珍珠状，后方还有2—3根棘刺，尾根处则没有较大的鳞片。幼鱼体表有较大的黑斑，彼此之间间隔较大。这些图案会随年龄成长逐渐演变成成鱼背部的豹纹图案。目前有记录的最大个体体宽1.3米。

## 物种分布
由于有数种魟鱼易与波缘窄尾魟混淆，该鱼的分布范围并不清晰。总的来看，该鱼分布于印度至台湾到新几内亚的热带海域。然而，该鱼不见于澳大利亚水域。所有源于澳大利亚水域的记录均系错认豹纹𫚉为波缘窄尾魟。

## 生态与习性

### 栖息地
波缘窄尾魟一般栖息于沿岸浅水区，尤其偏好海床较软的水域，如沙质或泥质海床、红树林、河口湾和潟湖等地。

### 习性
目前人类对波缘窄尾魟的习性所知甚少。该鱼是底栖鱼类，常将自己掩埋于海床中。据猜测，该鱼主要以甲壳类为食。

### 生命周期
波缘窄尾魟是卵胎生鱼类，发育中的胚胎会在母鱼体内先后通过卵黄和子宫腺分泌物获取营养直至出生。刚出生的幼鱼体宽26—27厘米。在长至50厘米宽时，其背部的鳞片条纹已经发育完全。波缘窄尾魟在体宽70—80厘米时达到性成熟。

## 种群保育
在印度尼西亚，商业捕鱼者和个体渔户均会捕捞波缘窄尾魟，故其正面临严重的渔业压力。渔民一般使用缠结网、拖网和围网捕捞该鱼，偶尔也会使用延绳。该鱼一般捕作食用鱼，但其鱼皮和鱼胶亦有商业价值。由于波缘窄尾魟一般生活于易受渔业影响的浅海，其深受泰国湾等水域捕鱼规模扩大的影响。此外，水污染、沿岸地区开发以及爆破捕鱼等因素亦会破坏其栖息地。综上，IUCN认为波缘窄尾魟种群正在下降，将其评为濒危。